# ЦСКА (Софія)
ЦСКА (болг. ПФК ЦСКА - София ЕАД) — болгарський футбольний клуб з міста Софія.

## Історія
Історія софійських армійців почалася за 25 років до дати офіційного заснування клубу. У жовтні 1923 року футбольні клуби «Атлетик» Софія (заснований у 1910 році під  назвою «Клуб Футбол») і «Слава» Софія (заснований у 1916 році) були об'єднані в один клуб – «Атлетик Слава 1923», що скорочено звучало як АС-23. Команда перебувало під егідою Міністерства оборони, яке не лише виділяло кошти на існування команди, але і екіпірувало її.
У 1931 році АС-23 виграв два турніри – Чемпіонат Болгарії і Кубок Царя. Наступного разу національний кубок підкорився команді тільки через 10 років – у 1941 році.
Відразу після приходу до влади в Болгарії комуністів, декілька футбольних клубів - «Шипка», АС-23, а також об'єднана команда з двох клубів «Шипка-Побєда» і «Спартак» (колишній «Цар Борис III», об'єдналися в новий єдиний клуб – «Чавдар» Софія. Угода була підписана 9 листопада 1944 року в Софії. 
У 1948 році клуб продовжив нескінченні злиття — тепер «Чавдар» об'єднався з ФК «Септемврі» і став називатися «Септемврі при ЦДВ». Документ про створення клубу був підписаний 5 травня і багатьма вважається датою заснування софійського ЦСКА. Перша офіційна гра нового клубу відбулася 19 травня 1948 року. Суперником стала «Славія» Софія, а сама гра закінчилася внічию – 1:1. Перший серйозний успіх прийшов до клубу у тому ж 1948 році — в фіналі чемпіонаті в двоматчевому протистоянні був переможений давній суперник «Левскі» (1:2 і 3:1).
У 1950 році назву клубу було знову змінено на «Народні війська» (болг. Народна войска), оскільки змінилася назва самого Міністерства оборони. В наступні два роки клуб ставав чемпіоном і називався вже ЦДНВ (Центральний дім народного війська). Чергове перейменування чекало у 1953 році. Новою назвою клубу стала «Команда Софійського гарнізону» (болг. Отбор на Софийския гарнизон). В ті роки клуб незмінно був базовим для національної команди Болгарії. Найкращі роки клубу припали на період з 1954 по 1962 роки. Під новою назвою ЦДНА (Центральний дім народної армії) завоював 9 чемпіонських титулів підряд, що дотепер залишається рекордом Болгарії. У 1962 році ЦДНА об'єднався з «Червеним знаменом» і клуб отримав нову назву – ЦСКА «Червено знаме». Контроль над клубом перейшов у руки Міністерства народної оборони.
Для клубу настали складні часи — спочатку третє місце. А далі — найгірший результат за всю історію клубу – 11 місце в сезоні 1963/64. Команда продовжила серію невдач і лише у 1966 році клуб під своєю новою назвою добився успіху. В сезоні 1966/67 ЦСКА дійшов до півфіналу Кубка європейських чемпіонів, де після двох матчів з міланським «Інтером» (обидва – 1:1) був призначений додатковий матч, який ЦСКА програв – 1:0. Наступні два сезони знову були несприятливими для армійців – вони закінчили сезон на п'ятому і другому місцях. 
У 1969 році ЦСКА знову зайнявся об'єднаннями з іншими клубами – знову ФК «Септемврі» ввійшов у структуру армійців і конгломерат отримав назву ЦСКА «Септемврийско знаме». І відразу ж до клубу прийшов успіх – перемога в чемпіонаті, а нове придбання Петар Жевков став найкращим бомбардиром чемпіонату і був нагороджений «Золотим бутсом».

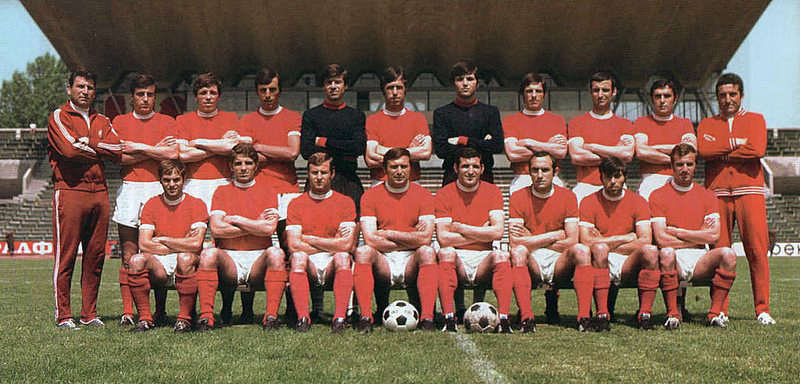
ЦСКА (Софія) зразка 1973 року

З 1971 по 1973 роки ЦСКА завоював три чемпіонських титули. За наступні чотири сезони ЦСКА здобув 2 чемпіонати і в Кубку європейських чемпіонів переміг багаторазового чемпіона Голландії амстердамський «Аякс» 2:1. В чвертьфіналі армійці поступилися у першій зустрічі «Баварії» 1:4, а у матчі-відповіді виграли 2:1 і вибули з боротьби.
Сезон 1980/81 став одним із найзнаменніших в історії софійського ЦСКА. Перемога в чемпіонаті, 2 перемоги над володарем Кубка європейських чемпіонів «Ноттінгем Форест» з Англії (обидва рази з рахунком 1:0). Зупинити команду з Болгарії зміг лише майбутній володар найпрестижнішого на той момент єврокубка – «Ліверпуль». В наступному сезоні ЦСКА дійшов до півфіналу, де знову зустрівся з «Баварією». На шляху до півфіналу були переможені іспанський «Реал Сосьєдад» і англійський «Ліверпуль». Перший матч проходив в Болгарії і вже до 18 хвилини господарі вели в рахунку 3:0! 70 тисяч глядачів вже бачили свою команду в фіналі Ліги, однак «Баварія» зуміла відквитати 3 м'ячі і зустріч закінчилася з рахунком 4:3. У матчі-відповіді «Баварія» розгромила ЦСКА – 4:0. На внутрішній арені армійці поступилися чемпіонським титулом конкурентам. В наступному сезоні ЦСКА знову не вдалося повернути титул.
18 червня 1985 року на центральному стадіоні країни «Васил Левскі» проходив фінал Кубка Болгарії, в якому зустрічалися ЦСКА та «Левскі-Спартак». Після численних помилок судді один з гравців «Левскі-Спартак» накинувся з кулаками на суддю зустрічі. Та зустріч завершилася перемогою ЦСКА 2:1. Незабаром за рішенням ЦК Комуністичної партії Болгарії обидві команди були дискваліфіковані і розформовані. ЦСКА «Септемврийско знаме» було перейменовано в «Средец», а «Левскі-Спартак» – в «Вітошу». Більшість гравців були відсторонені від футболу на різні періоди часу, в тому числі найвідоміші і найпопулярніші болгарські футболісти Христо Стоїчков і Костадин Янчев – вихованці клубу ЦСКА. Через рік всіх учасників того матчу амністували.
Як «Средец» клуб закінчив сезон на 4 місці в чемпіонаті. У 1987 році знову змінилася назва клубу – до неї додано абревіатуру ЦФКА (Центральний футбольний клуб армії). 3 рази поспіль клуб вигравав чемпіонат, а також один раз дійшов до півфіналу Кубка володарів кубків, де суперником ЦФКА стала грізна «Барселона». Обидва матчі було програно – 1:2 і 2:4. Саме після цього матчу Кройф запросив у «Барсу» півзахисника ЦФКА Христо Стоїчкова. Назва ЦСКА повернулася в сезоні 1989/90, коли було завойовано черговий титул.
За свою історію ЦСКА завоював 31 чемпіонський титул Болгарії, 11 Кубків Болгарії, 13 разів виграв Кубок Радянської армії і 3 рази — Суперкубок Болгарії. ЦСКА — найуспішніший футбольний клуб країни.

### Попередні назви клубу
- АС-23 (1923 до 1944)
- Чавдар (1944 до 1948)
- ЦДВ (1948)

Логотип клубу у 2005—2017 роках.

- Септември при ЦДВ (1947-48 і сезон 1948-49)
- Народна войска (1950)
- Ц. Д. Н. В. (1951—1952)
- Команда Софійського гарнізону (1953)
- ЦДНА (з 1954 до сезону 1961-62)
- ЦСКА «Червено знаме» (з сезону 1962-63 до сезону 1967-68)
- ЦСКА «Септемврийско знаме» (1968-69 — 1984-85)
- ЦФКА «Средец» (1985-86 — 1988-89)
- ЦСКА з 1989-90

## Поточний склад
Станом на 10 вересня 2021
| №  | Поз. | Нац.                 | Гравець                            |
| -- | ---- | -------------------- | ---------------------------------- |
| 1  | ВР   | Бразилія             | Густаво Бузатто                    |
| 2  | ЗХ   | Нідерланди           | Юрген Маттей (капітан)             |
| 3  | ЗХ   | Бразилія             | Жеферсон                           |
| 4  | ЗХ   | Болгарія             | Християн Петров                    |
| 5  | ПЗ   | Аргентина            | Федеріко Варела                    |
| 6  | ПЗ   | Франція              | Жуніор Нзіла (в оренді з «К'яссо») |
| 7  | ПЗ   | Норвегія             | Олаус Скарсем                      |
| 8  | ПЗ   | Болгарія             | Станіслав Шопов                    |
| 9  | ПЗ   | Косово               | Зюмер Бютюкі                       |
| 10 | ПЗ   | Норвегія             | Йонатан Ліндсет                    |
| 11 | НП   | Боснія і Герцеговина | Гамза Чатакович                    |
| 12 | ВР   | Болгарія             | Алекс Божев                        |
| 14 | НП   | Болгарія             | Калоян Крастев                     |

| №  | Поз. | Нац.             | Гравець                                   |
| -- | ---- | ---------------- | ----------------------------------------- |
| 15 | ЗХ   | Франція          | Тібо Вьйон                                |
| 16 | ЗХ   | Болгарія         | Асен Дончев                               |
| 17 | НП   | Гана             | Бісмарк Чарлз                             |
| 18 | ЗХ   | Республіка Конго | Бредлі Мазіку                             |
| 19 | ЗХ   | Болгарія         | Іван Турицов                              |
| 21 | ПЗ   | CAR              | Амос Юга                                  |
| 24 | ПЗ   | Хорватія         | Карло Мухар (в оренді з «Леха» (Познань)) |
| 25 | ВР   | Болгарія         | Димитар Евтимов                           |
| 28 | ЗХ   | Болгарія         | Пламен Галабов                            |
| 29 | ЗХ   | Фінляндія        | Томас Лам                                 |
| 30 | ПЗ   | Нідерланди       | Янік Вілдсхут                             |
|    | ЗХ   | Естонія          | Кароль Метс                               |

## Досягнення
- Чемпіон Болгарії (31): 1948, 1951, 1952, 1954, 1955, 1956, 1957, 1958, 1959, 1960, 1961, 1962, 1966, 1969, 1971, 1972, 1973, 1975, 1976, 1980, 1981, 1982, 1983, 1987, 1989, 1990, 1992, 1997, 2003, 2005, 2008.
- Володар національного кубка (21): 1951, 1954, 1955, 1961, 1965, 1969, 1972, 1973, 1974[1], 1983, 1985, 1987, 1988, 1989, 1993, 1997, 1999, 2006, 2011, 2016, 2021 (Кубок Болгарії - 13).
- Володар Кубка Радянської Армії (вже не вважався національним кубком): 1985, 1986, 1989 та 1990.
- Володар Суперкубка Болгарії (4): 1989, 2006, 2008, 2011.

## Трофеї клубу

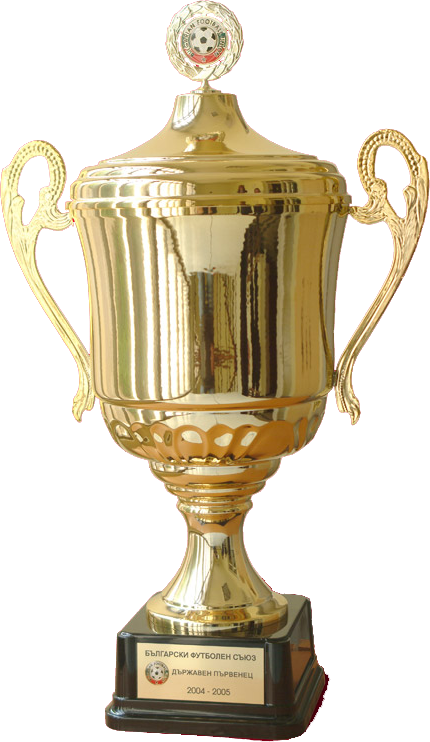
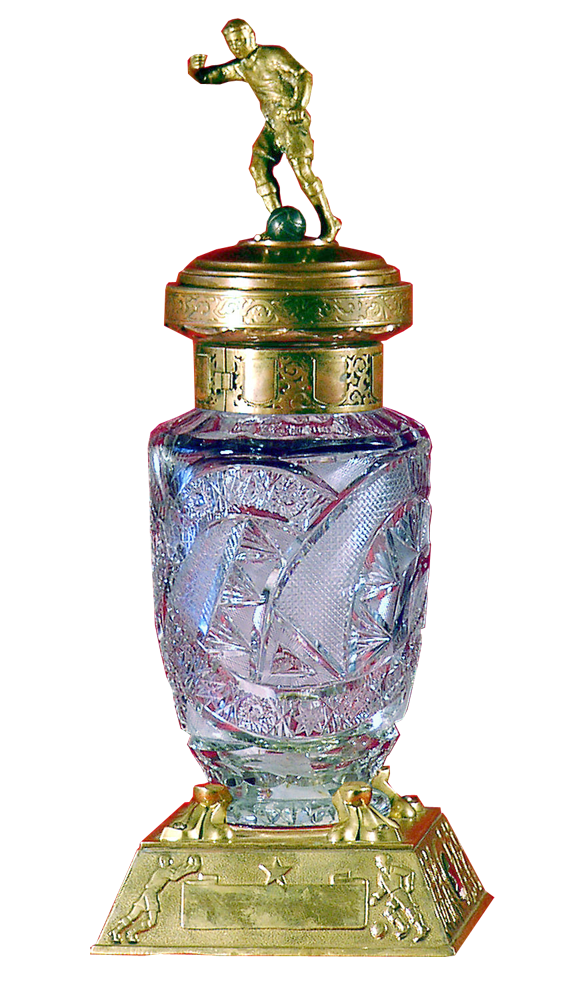
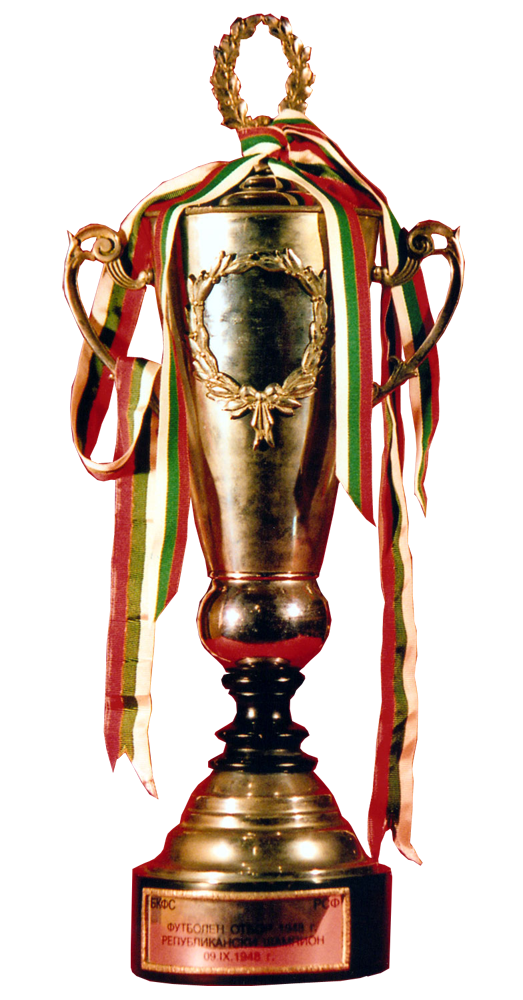
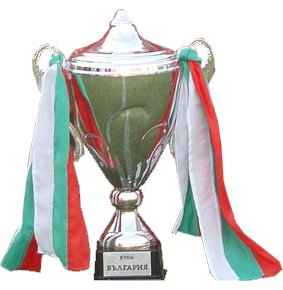
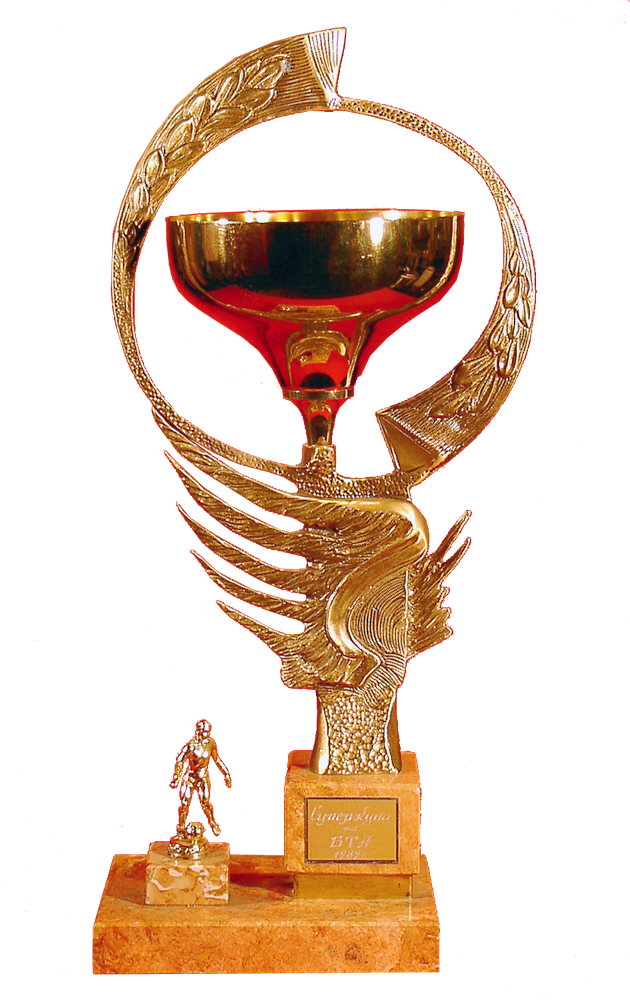